# بلروپ، کمون دانمارک
شهرداری بلروپ (به لاتین: Ballerup Municipality) یک منطقهٔ مسکونی در دانمارک است که در استان هوودستادن واقع شده‌است. شهرداری بلروپ ۳۴٫۰۹ کیلومتر مربع مساحت و ۴۸٬۲۳۱ نفر جمعیت دارد.